# Shenzhou 4
Shenzhou 4 (chinesisch 神舟四号) war der vierte unbemannte Test des Shenzhou-Raumschiffs im Rahmen des bemannten Raumfahrtprogramms der Volksrepublik China.

## Missionsverlauf
Shenzhou 4 startete am  29. Dezember 2002 um 16:40 Uhr UTC vom Kosmodrom Jiuquan mit einer Trägerrakete vom Typ Langer Marsch 2F. Der Testflug wurde bei sehr kaltem Wetter durchgeführt. Wintertemperaturen um −15 °C sind in der Inneren Mongolei nicht ungewöhnlich. Ende Dezember 2002, als die Startvorbereitungen bereits angelaufen waren, brach jedoch eine Kältewelle über das Kosmodrom Jiuquan herein, mit Temperaturen von −28 °C. Den Experten kamen Zweifel, ob dies durch Metallkontraktion oder Ähnliches nicht zu Problemen führen könnte; vor allem die Funktionsfähigkeit der Hydrauliksysteme, die die Haltearme der Rakete vor dem Start wegschwenkten, stand in Frage. Man setzte alle erdenklichen Arten von Kälteschutzmaßnahmen ein: Styroporplatten, Heizlüfter, Bestrahlung mit starken Scheinwerfern – die Rakete selbst wurde in einen Schutzmantel aus mehr als hundert zusammengenähten baumwollgefütterten Bettdecken gehüllt.
Nach Rücksprache mit den Meteorologen entschied man sich dann doch für einen Start am 29. Dezember.
Der Flug diente als Generalprobe für eine bemannte Mission, wobei vor allem die Bodensysteme für Bahnverfolgung und Steuerung getestet wurden.
Auch das Raumschiff selbst war mit allen Subsystemen ausgestattet. Vor dem Start, als sich die Rakete bereits auf der Rampe befand, testeten mehrere Raumfahrer den Einstieg, die Helligkeit der Anzeigelampen und die Bedienung der Steuerung. 
An Bord des Raumschiffs waren Astronautennahrung und persönliche Ausrüstung verstaut. Der Kurs des Raumschiffs war außerdem so geplant gewesen, dass ein Rendezvous mit einem zweiten Shenzhou-Raumschiff möglich gewesen wäre. Die Landung erfolgte nach 108 Erdorbits bzw. sechs Tagen und 18 Stunden Flug am 5. Januar 2003 gegen 11:16 Uhr UTC auf dem Gebiet des Dörbed-Banners in der Inneren Mongolei.

## Nutzlasten
An Bord des Schiffes befand sich erneut eine umfangreiche Sammlung an insgesamt 52 Experimenten und wissenschaftlichen Nutzlasten, speziell zu den Bereichen der Astrophysik, Erdbeobachtung und Mikrogravitation. So war zum Beispiel an der äußeren Hülle des Raumschiffs ein Laserreflektor angebracht, mit dessen Hilfe die Höhe des Meeresspiegels auf den Millimeter genau berechnet werden konnte.
Die Forschungsgruppe für Weltraumbiologie und Zellbiologie (空间生物学与细胞生物学研究组) des Instituts für Pflanzenphysiologie und -ökologie der Chinesischen Akademie der Wissenschaften in Shanghai, das seit dem Beginn 1992 in das bemannte Raumfahrtprogramm eingebunden war, führte unter der Leitung von Zheng Huiqiong (郑慧琼) ein Experiment zur elektrisch stimulierten Fusion von Blattzellen zweier verschiedener Tabakarten durch, wodurch Hybride mit bis zu einem gewissen Grad gezielt ausgewählten, nützlichen Genen hergestellt werden konnten. Die Schwerelosigkeit bot hier einen unschätzbaren Vorteil. Bei den Tabakzellen im Raumschiff betrug die Verschmelzungsquote 18,8 %, bei dem identischen Versuchsaufbau in Shanghai nur 1,6 %. Von den verschmolzenen Zellen lebten im Weltall 53,6 % weiter, auf der Erde 38 %.
Neben diesen Experimenten befand sich an der Vorderseite des Orbitalmoduls ein vom damaligen Zentrum für Weltraumwissenschaften und angewandte Forschung entwickeltes Gerät mit drei Sensoren. Der sogenannte China Multimode Microwave Remote Sensor, kurz „CMMRS“ oder „M3RS“ (Multiple Model Microwave Remote Sensor) diente primär zur Technologieerprobung für den am 15. August 2011 gestarteten Meeresforschungssatelliten Haiyang 2A, es wurden aber auch reale Meeresbeobachtungen, Atmosphärenforschung und Überwachung der Bodenfeuchtigkeit durchgeführt. Das Gerät bestand aus drei Sensoren, die einzeln oder in Kombination verwendet werden konnten:
- Ein aktives Radar-Altimeter, das auf dem Ku-Band arbeitete und der Messung von durchschnittlicher Meeresspiegelhöhe, signifikanter Wellenhöhe und Windgeschwindigkeit direkt über der Wasseroberfläche diente.
- Ein aktives Scatterometer, das mittels zweier senkrecht zueinander angeordneter Ku-Band-Antennen Messungen mit vertikaler und horizontaler Polarisation ermöglichte. Damit konnten in einer Ausleuchtungszone von 19 × 24 km Windgeschwindigkeiten auf Meereshöhe zwischen 4 und 24 m/s mit einer Genauigkeit von 2 m/s gemessen und die Windrichtung mit einer Genauigkeit von 20° bestimmt werden.
- Ein passives Radiometer, mit dem die Strahlungstemperatur auf der Erdoberfläche gemessen wurde, um so einen Eindruck von Bodenfeuchtigkeit, Schneedecken etc. zu erhalten. Dieser Sensor verwendete dieselben Antennen wie das Scatterometer.

Am 2. Januar 2003, noch vor dem Abkoppeln des Orbitalmoduls, wurde das Gerät in Betrieb genommen, im Februar 2003 wurde es anhand von bekannten Daten über die Weltmeere und den Regenwald im Amazonasbecken kalibriert, dann wurden bis zum 28. März 2003 Messungen durchgeführt.
Am 9. September 2003 trat das Orbitalmodul in die Atmosphäre ein und verglühte.